# Cử tạ tại Đại hội Thể thao Đông Nam Á 1991
Cử tạ tại Đại hội Thể thao Đông Nam Á năm 1991 được tổ chức từ 26 tháng 11 đến 2 tháng 12 năm 1991 tại Nhà thi đấu Đại học Philippines, Manila, Philippines. Nội dung thi đấu diễn ra đầy đủ các hạng cân nam theo tiêu chuẩn Olympic, từ 52 kg đến trên 110 kg, bao gồm từng nội dung cử giật (snatch), cử đẩy (clean & jerk) và tổng cử (overall).
Nội dung cử tạ giành cho nữ lần đầu tiên xuất hiện tại kì đại hội này. Indonesia tiếp tục thống trị cử tạ khi giành được 8 huy chường vàng. Kì đại hội chứng kiến sự vươn lên mạnh mẽ của Thái Lan khi xuất sắc giành được 6 huy chương vàng, xếp thứ hai. Trong khi đó chủ nhà Philippines chỉ có 1 tấm huy chương vàng.

## Bảng huy chương
| Hạng               | Đoàn               | Vàng | Bạc | Đồng | Tổng số |
| ------------------ | ------------------ | ---- | --- | ---- | ------- |
| 1                  | Indonesia (INA)    | 8    | 9   | 1    | 18      |
| 2                  | Thái Lan (THA)     | 6    | 6   | 5    | 17      |
| 3                  | Myanmar (MYA)      | 4    | 2   | 3    | 9       |
| 4                  | Philippines (PHI)  | 1    | 2   | 8    | 11      |
| 5                  | Singapore (SIN)    | 0    | 0   | 1    | 1       |
| Tổng số (5 đơn vị) | Tổng số (5 đơn vị) | 19   | 19  | 18   | 56      |

### Nam
| Hạng cân            | Vàng                 | Vàng         | Bạc                  | Bạc    | Đồng                      | Đồng   |
| ------------------- | -------------------- | ------------ | -------------------- | ------ | ------------------------- | ------ |
| 52 kg Tổng cử       | Enosh Depthios       | 223 kg (rec) | Wahjudi              | 222 kg | Antonio Agustin           | 217 kg |
|                     |                      |              |                      |        |                           |        |
| 56 kg Tổng cử       | Sodikin              | 255 kg (rec) | Samuel Alegada       | 240 kg | Myo Myint                 | 222 kg |
|                     |                      |              |                      |        |                           |        |
| 60 kg Tổng cử       | Daryanto             | 270 kg (rec) | Sugiono Katijo       | 255 kg | J. A. Salazar             | 242 kg |
|                     |                      |              |                      |        |                           |        |
| 67 kg Tổng cử       | Dirdja Wihardja      | 285 kg       | Lukman               | 280 kg | Teo Yung Joo              | 197 kg |
|                     |                      |              |                      |        |                           |        |
| 75 kg Tổng cử       | Siswoyo              | 305 kg (rec) | Nicholas Taluag      | 285 kg | Chalor Yoermpo            | 270 kg |
|                     |                      |              |                      |        |                           |        |
| 82 kg Tổng cử       | Prasert Sumpradit    |              | Sunaryo              |        | Leonardo Liena            |        |
|                     |                      |              |                      |        |                           |        |
| 90 kg Tổng cử       | Ramon Solis          | 310 kg       | Feri Adriatos        | 295 kg | Boonlue Aran              | 292 kg |
|                     |                      |              |                      |        |                           |        |
| 100 kg Tổng cử      | Kyaw Htet            | 305 kg       | Phuekkasem Theregiat | 300 kg | Luis Bayanin              | 275 kg |
|                     |                      |              |                      |        |                           |        |
| 110 kg Tổng cử      | Somchai Boonlue      | 305 kg       | Thi Han              | 270 kg | Choatrissanawong Sirichai | 270 kg |
|                     |                      |              |                      |        |                           |        |
| Trên 110 kg Tổng cử | Sarayutti Isaroyapee | 310 kg       | Paraphal Premtoom    | 295 kg | Eddie Ramos               | 292 kg |

### Nữ
| Hạng cân           | Vàng                  | Vàng     | Bạc                 | Bạc      | Đồng                     | Đồng   |
| ------------------ | --------------------- | -------- | ------------------- | -------- | ------------------------ | ------ |
| 44 kg Tổng cử      | Sa-nga Wangkiri       | 137,5 kg | Farida Samad        | 132,5 kg | Liza Danao               | 90 kg  |
|                    |                       |          |                     |          |                          |        |
| 48 kg Tổng cử      | Sri Wahyuni           | 142,5 kg | Penpan Moonmongkol  | 125 kg   | Florinda Paunil          | 97 kg  |
|                    |                       |          |                     |          |                          |        |
| 52 kg Tổng cử      | Ratchanee Bunmaread   | 165 kg   | Ratnawati Rasyid    | 152 kg   | Jullie Borromeo          | 115 kg |
|                    |                       |          |                     |          |                          |        |
| 56 kg Tổng cử      | Wasana Putcharkarn    | 167 kg   | Sriyani             | 160 kg   | Ni Ni Han                | 135 kg |
|                    |                       |          |                     |          |                          |        |
| 60 kg Tổng cử      | Suyati                | 167 kg   | Khin San Myint      | 155 kg   | Khassaraporn Suta        | 152 kg |
|                    |                       |          |                     |          |                          |        |
| 67 kg Tổng cử      | Patmawati Abdul Hamid | 195 kg   | Supah Sukwang       | 155 kg   | Win Win Mat              | 145 kg |
|                    |                       |          |                     |          |                          |        |
| 75 kg Tổng cử      | Phyu Phyu Thi         | 181 kg   | Boonak Orapan       | 180 kg   | Ni Made Widiani          | 171 kg |
|                    |                       |          |                     |          |                          |        |
| 82 kg Tổng cử      | San San Nu            | 185 kg   | Julien Lasut        | 170 kg   | Chaiporn Kanala          | 160 kg |
| Trên 82 kg Tổng cử | Nam Bway Htoo         | 175 kg   | Visottipot Nawwarat | 160 kg   | không có huy chương đồng |        |